# Daniel Jacobs
Daniel Jacobs (* 3. Februar 1987 in New York City) ist ein US-amerikanischer Profiboxer, ehemaliger Weltmeister der WBA und ehemaliger Weltmeister der IBF im Mittelgewicht.

## Boxkarriere
Er begann im Alter von 13 Jahren mit dem Boxen und siegte in 137 von 144 Amateurkämpfen. Er gewann unter anderem 2004 die National Golden Gloves im Weltergewicht, 2005 die National Golden Gloves im Mittelgewicht und 2006 die US-amerikanischen Meisterschaften im Mittelgewicht. Ihm gelangen unter anderem Siege gegen Austin Trout, Shawn Porter und Martin Murray. Bei der nationalen Olympiaausscheidung 2007 besiegte er zweimal Shawn Porter sowie Dominic Wade, unterlag jedoch zweimal gegen Shawn Estrada, den er unter anderem bei den US-Meisterschaften 2006 besiegt hatte.
Im Dezember 2007 bestritt er seinen ersten Profikampf, den er durch K. o. in der ersten Runde gegen Jose Hurtado gewann. Auch seine folgenden 19 Kämpfe konnte er für sich entscheiden, davon 16 vorzeitig. Neben einigen Aufbaugegnern schlug er dabei auch Boxer mit positiven Bilanzen wie Jose Varela (23-5), Michael Walker (19-1) und George Walton (20-3), sowie den späteren Weltmeister Ishe Smith.
Am 31. Juli 2010 boxte er in Las Vegas gegen Dmitri Pirog um die Weltmeisterschaft der WBO im Mittelgewicht. Auf allen drei Punktzetteln in Führung, wurde er schließlich in der fünften Runde von einem rechten Konter des ungeschlagenen Russen auf die Bretter geschickt. Der Ringrichter brach den Kampf daraufhin bei einer Anzählung von 5 ab, obwohl Jacobs kurz darauf seine Bereitschaft signalisierte weiterzukämpfen.
Durch sieben anschließende K.-o.-Siege, unter anderem gegen Giovanni Lorenzo, erhielt er am 9. August 2014 in Brooklyn eine erneute WM-Chance im Mittelgewicht. Dabei besiegte er Jarrod Fletcher vorzeitig in der fünften Runde. Im April 2015 verteidigte er den Titel durch t.K.o.-Sieg gegen Caleb Truax.
Im August 2015 besiegte er in seiner zweiten Titelverteidigung den Kalifornier Sergio Mora vorzeitig in der zweiten Runde. Im Dezember 2015 besiegte er den ungeschlagenen Peter Quillin bereits in der ersten Runde. Im September 2016 besiegte er Sergio Mora durch Ringrichterabbruch, nachdem Mora bis zur siebenten Runde bereits fünf Niederschläge erlitten hatte.
Am 18. März 2017 bestritt er im Madison Square Garden einen Vereinigungskampf mit dem WBC/IBF/IBO-Titelträger Gennadi Golowkin, welcher auf Platz 1 der Weltranglisten im Mittelgewicht geführt wurde. Daniel Jacobs verlor den Kampf zwar nach Punkten mit 113:114, 112:115 und 112:115, konnte den Kampf aber rundenweise ausgeglichen gestalten und unterbrach Golowkins K.-o.-Siegesserie von bis dahin 23 vorzeitigen Siegen in Folge.
Im November 2017 besiegte er den ungeschlagenen Luis Arias einstimmig, ebenso den Polen Maciej Sulęcki im April 2018. Am 27. Oktober 2018 gewann er gegen Serhij Derewjantschenko den vakanten IBF-Weltmeistertitel im Mittelgewicht. Diesen Titel verlor er am 4. Mai 2019 einstimmig nach Punkten (115:113, 115:113, 116:112) gegen Saúl Álvarez.
Am 20. Dezember 2019 gewann er vorzeitig gegen Julio César Chávez junior.